# میثاق خون
میثاق خون یک مجموعه تلویزیونی محصول سال ۱۳۷۲ به کارگردانی حسین مختاری،  می‌باشد که از شبکه ۱ پخش شد. این مجموعه به تهیه‌کنندگی علی حجازی مهر تولید شد.

## خلاصه داستان
این مجموعهٔ فضای روانی-اجتماعی شهرهای کوفه و شام را پس از واقعهٔ عاشورا به‌تصویر می‌کشد و پشیمانی اهل کوفه را از عدم همراهی با امام حسین (ع) نشان می‌دهد.

## بازیگران
- سعید شیخ‌زاده
- کاظم افرندنیا
- سیامک اطلسی
- شهره لرستانی
- جمشید اسماعیل‌خانی
- آزیتا لاچینی
- رضا رویگری
- آتش تقی‌پور
- خسرو شکیبایی
- حبیب دهقان‌نسب